# Ronald Weigel
Ronald Weigel (* 8. srpna 1959, Hildburghausen, Durynsko) je bývalý východoněmecký atlet, mistr světa a někdejší držitel dvou světových rekordů v chůzi na 50 km.
Na ME juniorů 1977 v Doněcku získal stříbrnou medaili v chůzi na 10 km. V roce 1988 vybojoval na letních olympijských hrách v jihokorejském Soulu stříbrnou medaili na padesátikilometrové i kratší, dvacetikilometrové trati.

## Osobní rekordy
- chůze na 5 km (hala) – 18:11,41 – 13. února 1988, Vídeň
- chůze na 20 km – 1.22:18 – 24. srpen 1991, Tokio
- chůze na 50 km – 3.38:17 – 25. květen 1986, Postupim